# Blockadebuch

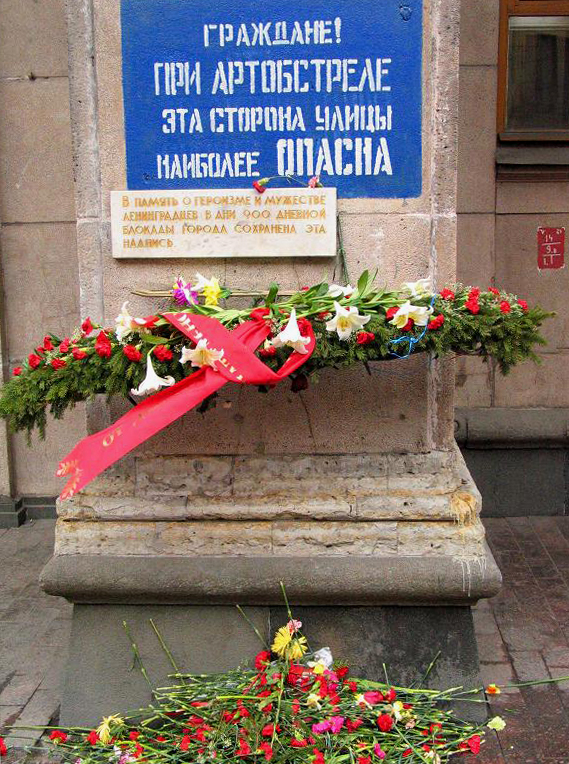
Mahnmal am Newski-Prospekt. Die weiße Aufschrift auf blauem Grund lautet: „Bürger! Während des Artilleriebeschusses ist diese Straßenseite am gefährlichsten.“ Auf der weißen Gedenkplatte steht: „Zum Gedenken an das Heldentum und den Mut der Leningrader während der 900-tägigen Belagerung der Stadt wird diese Inschrift bewahrt.“ Das blaue Schild wird jedes Jahr am 9. Mai frisch gestrichen.

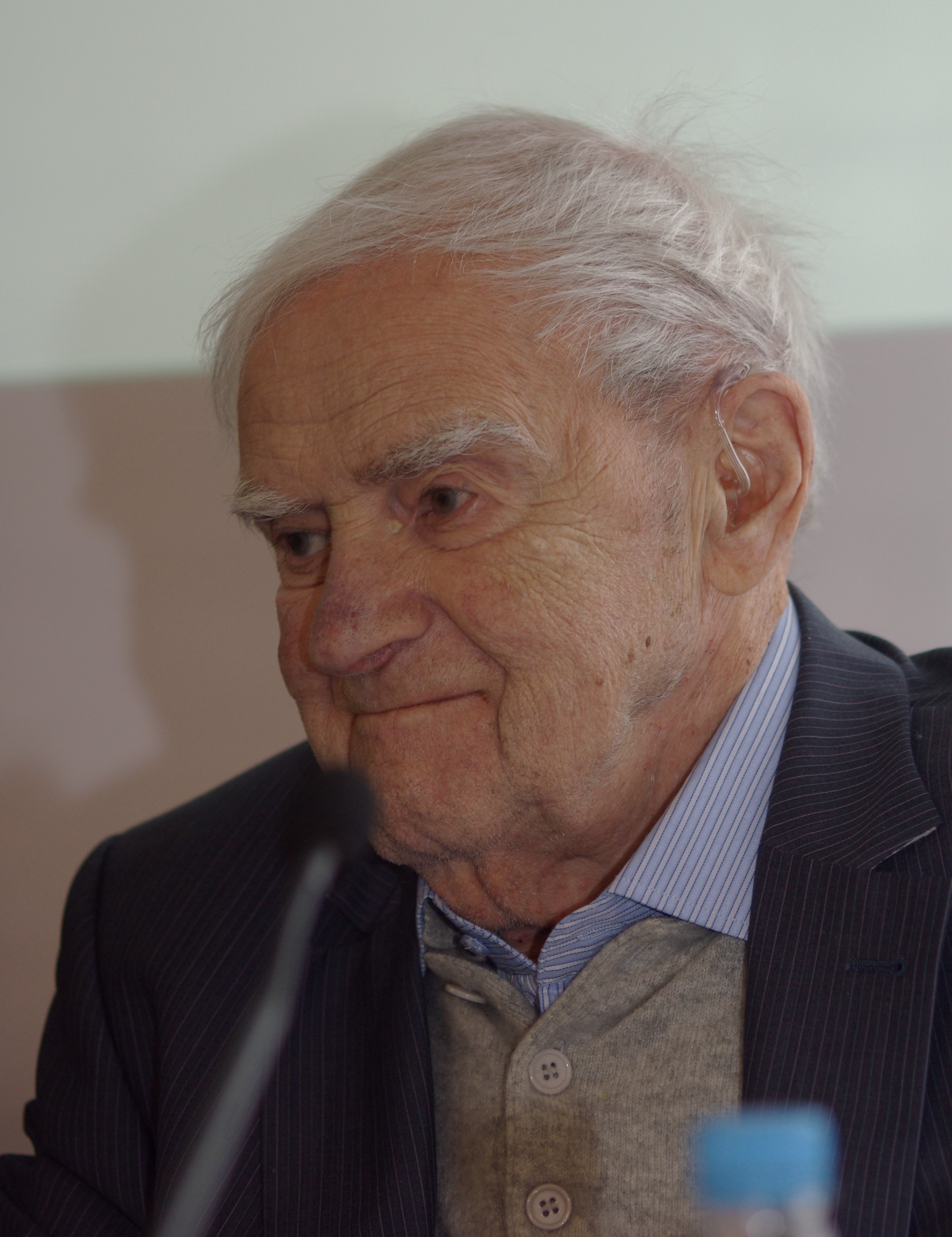
Daniil Granin

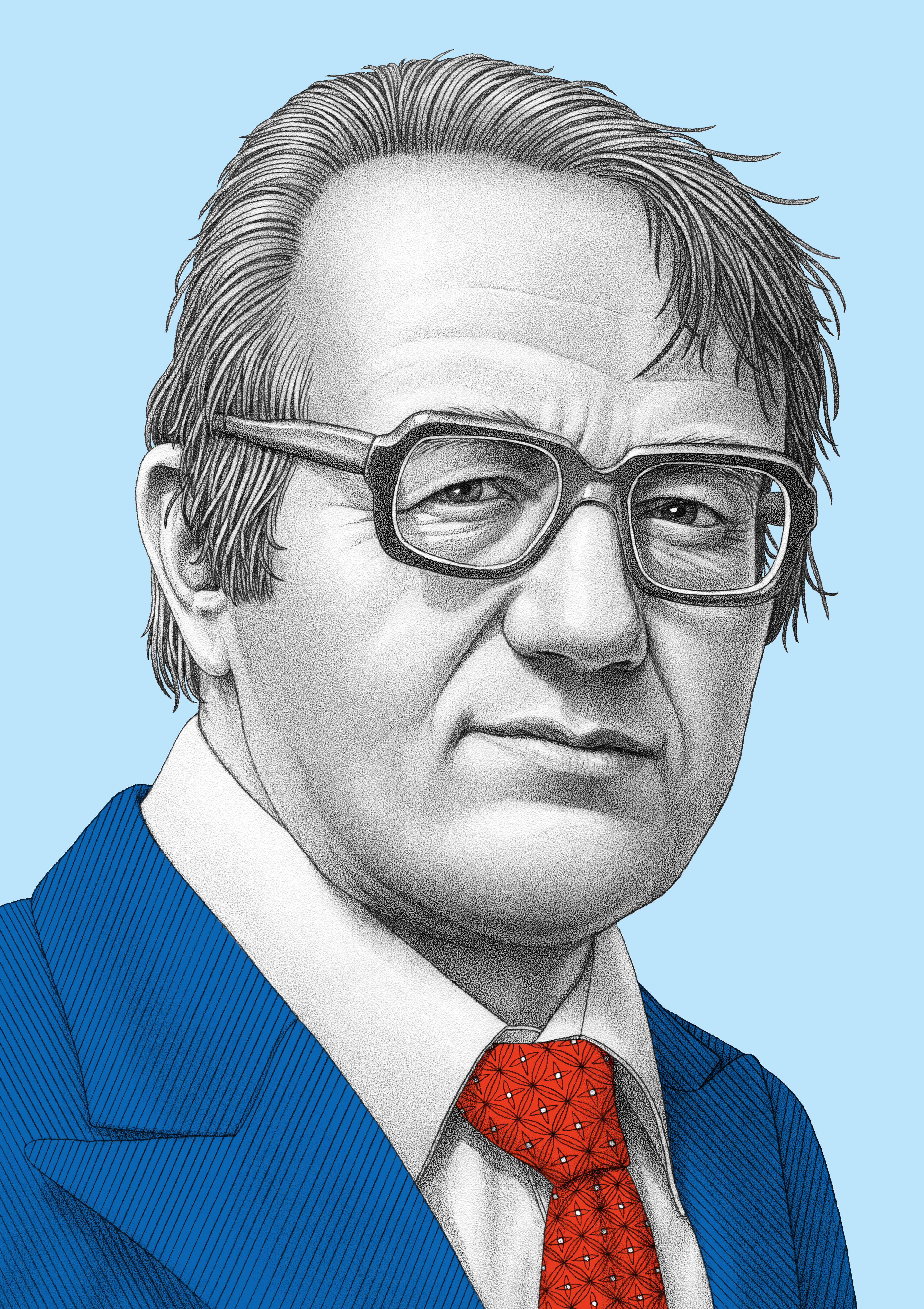
Ales Adamowitsch

Das Blockadebuch (russisch Блокадная книга / Blokadnaja kniga) ist eine dokumentarische Chronik der Leningrader Blockade, die Ende der 1970er Jahre zum ersten Mal erschien. Sie wurde in Co-Autorschaft von Daniil Granin (1919–2017) und Ales Adamowitsch (1927–1994) verfasst.

## Entstehung und Wirkung
Adamowitsch und Granin hatten 1974 damit begonnen, Überlebende der 900 Tage andauernden Blockade Leningrads (heute wieder St. Petersburg) durch die deutsche Wehrmacht zu befragen und Quellenmaterial zu sammeln: Das Buch ist eine Dokumentation aus Augenzeugenberichten, Erinnerungen, Tagebüchern und Briefen. Die Autoren bezeichneten es als „ein Epos menschlichen Leidens“. Diese Darstellung der Blockade brach deutlich mit deren Heroisierung in der UdSSR.
Ein Teil des Textes wurde 1977 zum ersten Mal verkürzt in der monatlich erscheinenden Literaturzeitschrift Nowy Mir abgedruckt. Die erste Buchausgabe konnte 1979 erst nach sechsmonatiger Verzögerung erscheinen und war dann ebenfalls zensiert, da die „sogenannte Tatsachenwahrheit“ kein gutes Licht auf Rolle der KPdSU geworfen hätte. In Leningrad selbst war eine Veröffentlichung als Buch zu diesem Zeitpunkt verboten; sie wurde dort erst 1984 nach dem Wechsel der örtlichen Parteiführung sowie dem Wechsel von Grigori Romanow nach Moskau möglich.
Seit den 1980er Jahren ist das Blockadebuch in immer wieder überarbeiteten Neuauflagen erschienen und wurde inzwischen in viele Sprachen übersetzt. Im Jahr 2013 wurde es in die Liste der „100 Bücher“ aufgenommen, die das Ministerium für Bildung und Wissenschaft der Russischen Föderation den Schulkindern zum selbständigen Lesen empfohlen hat.

## Film
Basierend auf dem Buch drehte Alexander Sokurow 2009 den Dokumentarfilm Читаем блокадную книгу (Čitaem blokadnuju knigu, dt. Das Blockadebuch lesen). Auch für den 2020 erschienen Spielfilm Блокадный дневник (Blokadnyy dnevnik, dt. Blockadetagebuch) von Andrei Saizew diente das Buch als Arbeitsgrundlage.

## Ausgaben (Auswahl)
russisch
- Ales Adamovič und Daniil Granin, „Главы из блокадной книги“ (Kapitel aus dem Blockadebuch), in: Новый мир, Nummer XII (1977)
- Ales Adamovič und Daniil Granin, Блокадная книга (Blokadnaja kniga). Moskau: Sovetskij Pisatel', 1979.
- Ales Adamovič und Daniil Granin, Блокадная книга. Leningrad: Lenizdat, 1984.
- Ales Adamovič und Daniil Granin, Блокадная книга. Moskau: PIK, 2003, ISBN 5-7358-0251-8.
- Ales Adamovič und Daniil Granin, Блокадная книга. Мoskau: OLMA, 2013, ISBN 978-5-373-05717-2.
- Ales Adamovič und Daniil Granin, Блокадная книга. St. Petersburg: Azbuka, 2024, ISBN 978-5-389-18127-4.

Übersetzungen
- (dt.)  Ales Adamowitsch und Daniil Granin, Blockadebuch. Leningrad 1941–1944. Aus dem Russischen von Helmut Ettinger und Ruprecht Willnow. Mit einem Vorwort von Ingo Schulze. Aufbau Verlag, Berlin 2018, ISBN 978-3-351-03735-2.
- (dt.) Ales Adamowitsch und Daniil Granin, Das Blockadebuch. Erster und zweiter Teil. Aus dem Russischen von Ruprecht Willnow. Berlin, Verlag Volk und Welt 1987, 1984.
- (engl.) Ales Adamovich und Daniel Granin, A Book of the Blockade. Moskau: Raduga Publishers, 1982. Aus dem Russischen von Hilda Perham (Fotos).